# Ryuei-ryu
Ryuei-ryu (em japonês:  劉衛流, Ryūei-ryū) é um estilo de caratê nativo de Oquinaua, que era até a segunda metade do século XX um estilo fechado e estritamente familiar, isto é, era basicamente o estilo de caratê da família Nakaima, de Naha. Assim, como sucedeu às outras escolas da região, o estilo desenvolveu-se num molde mais fechado, com golpes potentes e concentrados, o que é refletido nos kata que são treinados. Posto que se trate de um estilo de caratê, no seu seio a arte do cobudô (luta com armas caseiras e de origem rural, de Oquinaua) é treinada de modo ostensivo.

## História

### Formação
O fundador do estilo de caratê da família Nakaima foi Norisato Nakaima, quem muito se aprazia com o tema das artes marciais e desde muito moço ficou conhecido por ser ávido e dedicado praticante de modalidades de combate onde morava, nas redondeza da vila de Kume. Tal região era tida como o sítio onde se instalaram as famílias de embaixadores chineses quase seiscentos anos antes de o mestre ter nascido.
Conta-se que o jovem Norisato, contando dezoito anos de idade, muito interessado em aprender novas técnicas, ouviu rumores de que alguns militares sinos treinavam nalgum sítio, reservadamente. Não se tratava, contudo, de um dojô formal. Localizando o lugar correto, o rapaz teria ficado a mirar o treino dos chineses por sobre uma cerca, quando foi avistado e, depois de reconhecida a justeza de seu interesse, foi aceito no círculo e, com a ajuda de um dos militares retro-referidos, já com dezanove anos, o Norisato viajou até a China, para se converter num dos discípulos do mestre Ryu Ryu Ko, em Fucheu. Na época era o mestre chinês era mui célebre e era o instrutor-chefe da academia militar de Pequim.
O desiderado inicial de Norisato seria aprender o boxe chinês precipuamente como um método de defesa pessoal, pero seu afinco nos treinamentos fizeram com que seu mestre lhe exigisse uma formação mais holística.
Depois de se graduar na arte marcial chinesa, após oito anos ou pouco mais que isso, Norisato Nakaima retorna a Oquinaua e continua a desenvolver seu estilo pessoal, mas agora com suas próprias observações e influências próprias da região. O sistema entonces formado somente foi transmitido a seu filho, Kenchu Nakaima, de que colheu o juramento de somente ensinar a seus descendentes.

### Abertura
O mestre Kenchu Nakaima ensinou o estilo a seu filho, Kanko Nakaima, que também vinha mantendo a tradição de segredo de família. Todavia, na década de 1950, os aficionados Teruo Hayashi e Shogo Kuniba, que empreendiam na época uma viagem de pesquisa sobre os estilos tradicionais de caratê de Oquinaua, insistiram por aproximadamente um ano até serem aceitos como discípulos.
Depois dos primeiros movimentos de abertura, nas duas décadas anteriores, em 1971, o Mestre Kenko Nakaima, a contar com sessenta anos de idade, percebeu que o mundo já não era mais o mesmo de seus ascendentes e que não mais poderia segurar sua arte marcial como modalidade apenas familiar e secreta e tomou uma turma de vinte alunos, sem, entretando, mostrar alguma relutância.
Mestre Kenko foi reconhecida figura no mundo das artes marciais, representante das formas tracionais de caratê, até seu passamento em 1989, quando a liderança do estilo foi assumida por Kenji Nakaima. O carácter familiar imposto desde o início ainda se reflecte, pois o estilo tem liderança estrita e uma das mais estáveis e respeitadas.

## Características
Como o estilo é fruto dos ensinamentos do mestre Ryu Ryu Ko, quem também foi mestre de Kanryo Higaonna, e porque o mestre Nakaima era originário de Naha, o estilo Ryuei-ryu é essencialmente uma das vertentes primárias do estilo Naha-te, que se desenvolveu paralelamente às demais, vale dizer, Shorei-ryu, Goju-ryu, Uechi-ryu etc. Nesta cércea, o estilo tem por característica a forte concentração e controle e, bem assim, o uso de bases fortes e com o centro de gravidade dominado. Pero, diferente do que ocorre com a maioria das escolas dessa linhagem, descendentes do estilo da garça, o Ryuei-ryu desenvolve mormente técnicas do estilo do tigre.

### Kata
A linhagem pratica os kata Anan, Niseishi, Sanseiru, Seiunchin, Seisan, Pachu, Paiku, Heiku, Ohan e Paiho. Foi adicionado a essa lista o kata Anan ni, uma forma moderna, desenvolvida por Kenko Nakaima, que adiciona técnicas e mudanças de direção mais rápidas. Por outro lado, a despeito de ser listado ordinariamente, o kata Ohan, talvez uma das três variantes originais do Pechurin parece restar ainda como herança familiar, apenas, e sua divulgação é incerta.